# Cimego
Cimego település Olaszországban, Trento megyében.  Cimego Castel Condino, Condino, Daone, Pieve di Bono és Ledro községekkel határos.

## Népesség
A település népességének változása: